# Funciones ortogonales
En análisis funcional, se dice que dos funciones f y g de un cierto espacio son ortogonales si su producto escalar {\displaystyle \langle f,g\rangle } es nulo.
Que dos funciones particulares sean ortogonales depende de cómo se haya definido su producto escalar, es decir, de que el conjunto de funciones haya sido dotado de estructura de espacio prehilbertiano. Una definición muy común de producto escalar entre funciones es:

(1){\displaystyle \langle f,g\rangle =\int _{a}^{b}f^{*}(x)g(x)\ w(x)\ dx,}

con límites de integración apropiados y donde * denota complejo conjugado y w(x) es una función peso (en muchas aplicaciones se toma w(x) = 1). Véase también espacio de Hilbert para más detalles.
Las soluciones de un problema de Sturm-Liouville, es decir, las soluciones de ecuaciones diferenciales lineales con condiciones de borde adecuadas pueden escribirse como una suma ponderada de funciones ortogonales (conocidas también como funciones propias). Así las soluciones del problema:

(2){\displaystyle {\begin{cases}-{\cfrac {d}{dx}}\left[p(x){\cfrac {dy}{dx}}\right]+q(x)y=\lambda w(x)\\y(a)\cos \alpha -p(a)y^{\prime }(a)\sin \alpha =0&y(b)\cos \beta -p(b)y^{\prime }(b)\sin \beta =0\end{cases}}}

Forman un espacio prehilbertiano bajo el producto escalar definido por (1).

## Ejemplos de funciones ortogonales
Ejemplos de conjuntos de funciones ortogonales:
- Polinomios de Hermite
- Polinomios de Legendre
- Polinomios de Chebyshov
- Armónicos esféricos
- Funciones de Walsh